# CIFP La Merced (Soria)
El Centro Integrado de Formación Profesional La Merced es un centro específico de estudios de Formación Profesional situado en la ciudad española de Soria, a las afueras de la misma.

## Historia
El CIFP La Merced, es un Centro Integrado de Formación Profesional que se ubica en las antiguas instalaciones de la Escuela Regional de Hostelería de Soria. Es un centro con nuevas instalaciones y adaptado con nuevas tecnologías para la Educación y Formación de alumnos y alumnas en Hostelería y Turismo.

## Titulaciones
El centro imparte los siguientes títulos de Formación Profesional:
- Hostelería.
  - F.P. Básica de Cocina y Restauración.
  - C.F.G.M. Elaboración de Productos Alimenticios.
  - C.F.G.M. Cocina y Gastronomía.
  - C.F.G.S. Dirección de Cocina.[6]
- Turismo
  - C.F.G.S. Agencias de Viajes y Gestión de Eventos (sustituye al ciclo de Guía, Información y Asistencia Turísticas).
  - C.F.G.S. Gestión de Alojamientos Turísticos.[7]

## Reconocimientos
- El CIFP La Merced recibió el segundo premio a la "Calidad e Innovación en Orientación y Formación Profesional", otorgado por el Ministerio de Educación, Cultura y Deporte, por el proyecto "MotivaFOL". Esta iniciativa, presentada por la profesora de FOL (Formación y Orientación Laboral) Miriam Pascual, hacía hincapié en la importancia de realizar actividades de motivación en el marco de los currículos de los módulos de FOL y Empresa e Iniciativa Emprendedora, cuyo fin era que los alumnos adquirieran las habilidades que se demandan al trabajador del siglo XXI.[8][9]

- En el año 2017, la Asociación de empresarios de Aranda y la Ribera (ASEMAR) concedió el "Premio Iniciativa Empresarial Joven 2017" en su IX edición, dentro de su interés por fomentar la iniciativa empresarial y la creación de empleo. El proyecto presentado, "RIBExperience", fue desarrollado dentro del módulo de Empresa e Iniciativa Emprendedora y defiende una nueva idea de turismo, persiguiendo dinamizar Aranda y la Ribera a través de la puesta en valor de la Ruta del Legado Romano, proponiendo además originales actividades relacionadas con el Ciclo Formativo.[10]